# フロイド郡 (アイオワ州)
フロイド郡（英: Floyd County）は、アメリカ合衆国アイオワ州の北部に位置する郡である。2010年国勢調査での人口は16,303人であり、2000年の16,900人から3.5％減少した。人口では州内で第7位の郡である。郡庁所在地はチャールズシティ市（人口7,652人）であり、同郡で人口最大の都市でもある。フロイド郡は1851年に設立され、郡名はルイス・クラーク探検隊の隊員チャールズ・フロイドに因んで名付けられた。

## 歴史
フロイド郡は1851年1月15日に設立され、郡名はルイス・クラーク探検隊の隊員チャールズ・フロイド軍曹に因んで名付けられた。フロイドは1804年に現在のアイオワ州スーシティ近くで死亡しており、隊員の中で探検中に唯一死亡した者だった。

## 地理
アメリカ合衆国国勢調査局に拠れば、郡域全面積は501.31平方マイル (1,298.4 km2)であり、このうち陸地500.56平方マイル (1,296.5 km2)、水域は0.74平方マイル (1.9 km2)で水域率は0.15％である。

### 主要高規格道路
- アメリカ国道18号線
- アメリカ国道218号線
- アイオワ州道14号線
- アイオワ州道27号線

### 隣接する郡
- ミッチェル郡 - 北
- チカソー郡 - 東
- バトラー郡 - 南
- セロゴード郡 - 西
- ハワード郡 - 北東
- ブレマー郡 - 南東
- フランクリン郡 - 南西

## 人口動態

### 2010年国勢調査
以下は2010年国勢調査による人口統計データである。
基礎データ
- 人口: 16,303人
- 人口密度: 13人/km2（33人/mi2）
- 住居数: 7,526軒
- 使用住居: 6,886軒[5]

### 2000年国勢調査

2000人口ピラミッド

以下は2000年国勢調査による人口統計データである。
| 基礎データ - 人口: 16,900人 - 世帯数: 6,828 世帯 - 家族数: 4,711 家族 - 人口密度: 13人/km2（34人/mi2） - 住居数: 7,317軒 - 住居密度: 6軒/km2（15軒/mi2） 人種別人口構成 - 白人: 98.11% - アフリカン・アメリカン: 0.23% - ネイティブ・アメリカン: 0.09% - アジア人: 0.43% - 太平洋諸島系: 0.09% - その他の人種: 0.44% - 混血: 0.60% - ヒスパニック・ラテン系: 1.31% 年齢別人口構成 - 18歳未満: 25.1% - 18-24歳: 7.0% - 25-44歳: 24.4% - 45-64歳: 24.2% - 65歳以上: 19.2% - 年齢の中央値: 40歳 - 性比（女性100人あたり男性の人口） - 総人口: 93.4 - 18歳以上: 90.4 | 世帯と家族（対世帯数） - 18歳未満の子供がいる: 30.5% - 結婚・同居している夫婦: 57.7% - 未婚・離婚・死別女性が世帯主: 7.7% - 非家族世帯: 31.0% - 単身世帯: 28.0% - 65歳以上の老人1人暮らし: 14.6% - 平均構成人数 - 世帯: 2.40人 - 家族: 2.92人 収入と家計 - 収入の中央値 - 世帯: 35,237米ドル - 家族: 41,133米ドル - 性別 - 男性: 30,285米ドル - 女性: 20,867米ドル - 人口1人あたり収入: 17,091米ドル - 貧困線以下 - 対人口: 9.3% - 対家族数: 6.5% - 18歳未満: 13.0% - 65歳以上: 5.7% |

## 都市と町
| - チャールズシティ - 郡庁所在地 - コルウェル - フロイド - マーブルロック | - ノーラスプリングス - ロックフォード - ラッド |  |

### その他の町
- パワーズビル
- ミッドウェイ

### 郡区
フロイド郡は12の郡区に分割されている
| - シーダー郡区 - フロイド郡区 - ナイルズ郡区 - プレザントグローブ郡区 - リバートン郡区 - ロックグローブ郡区 | - ロックフォード郡区 - ラッド郡区 - セントチャールズ郡区 - スコット郡区 - アルスター郡区 - ユニオン郡区 |